# Osterlund Reef
Osterlund Reef är ett rev på Stora barriärrevet i Australien.   Det ligger cirka 30 km sydost om Cooktown i delstaten Queensland.